# Kościół Jana Chrzciciela w Puńcowie
Kościół Jana Chrzciciela w Puńcowie – kościół ewangelicko-augsburski w Puńcowie, w województwie śląskim w Polsce. Należy do parafii ewangelicko-augsburskiej w Cieszynie.

## Historia
Wraz z przybyciem na tereny Puńcowa idei reformacji i przyjęciem przez miejscową ludność luteranizmu, na polecenie księcia cieszyńskiego Wacława III Adama, został przekazany ewangelikom kościół św. Jerzego. Jednak zostaje on oddany katolikom przez jego syna, Adama Wacława. 
Przed 1869 r. puńcowscy ewangelicy korzystali z drewnianej kaplicy cmentarnej, zastąpionej w tymże roku nową, murowaną. Funkcjonowała ona również jako brama cmentarna. Kaplica wraz cmentarzem znajdowała się pod zarządem Ewangelickiej Gminy Cmentarno-Szkolnej w Puńcowie, przemianowanej w 1904 r. na Komitet Cmentarny. 
Dzwony w kaplicy zamontowano w 1870 r., jednak podczas I wojny światowej zystały one skonfiskowane na potrzeby wojska. Trzy nowe dzwony zostały zakupione ze składek w 1922 r. i poświęcone rok później. 
W nocy z 21 na 22 listopada 1926 r. miał miejsce pożar kaplicy, zniszczeniu uległa wieża, dach oraz dzwony. Odbudowę przeprowadzono w 1927 r. Nowo zakupione dzwony zostały zarekwirowane podczas II wojny światowej.
W 1955 r. kaplica została zelektryfikowana i wyremontowana. Po kolejnym remoncie i adaptacji w 1959 r. rozpoczęto w niej prowadzenie lekcji religii, które dotychczas odbywały się w mieszkaniach prywatnych. Organizowano też spotkania gwiazdkowe dla dzieci. Wtedy też zostało zamurowane przejście przez kaplicę na teren cmentarza. Po remoncie zaczęto tutaj sprawować nabożeństwa, odbywały się też godziny biblijne.
5 czerwca 1960 r. poświęcono kolejne, nowe dzwony, którym nadano imiona Wiara, Nadziej i Miłość. 
W 1982 r. powstała inicjatywa budowy kościoła w Puńcowie. 18 lipca powołano Komitet Budowy Kościoła, prace architektoniczne wykonał Edward Kisiel.
Teren pod budowę poświęcono 11 września 1983 r., a kamień węgielny położył ks. biskup Janusz Narzyński 27 maja 1984 r. Prace budowlane przeciągały się z uwagi na braki materiałowe. 19 października 1986 r. podczas nabożeństwa z okazji Dziękczynnego Święta Żniw oddano do użytku salki katechetyczne. Budowę dzwonnicy ukończono w 1989 r., a całego kościoła wraz z wyposażeniem - w 1990 r. Uroczyste poświęcenie obiektu odbyło się 20 maja 1990 r.

## Architektura
Świątynia jest budynkiem dwukondygnacyjnym o kubaturze 3500 m³. Charakteryzuje się mieszanym, szkieletowo-ścianowym układem konstrukcyjnym.
Kościół został wybudowany na planie kwadratu, z dachem w formie dwóch przesuniętych ostrosłupów z żelbetową ramą, pomiędzy pasami której położone są okna. Na głównym poziomie znajduje się sala nabożeństw na 140 miejsc siedzących. Empora z organami i chórem na 45 miejsc zlokalizowana jest po przekątnej obiektu, a w jego narożnikach położony jest ołtarz oraz wejście główne. Na dolnym poziomie umieszczono salę katechetyczną, kotłownię oraz pomieszczenia sanitarne. Znajduje się tam również hol z wyjściem na zewnątrz kościoła.